# Saattut
Saattut [ˈsaːtːut] (nach alter Rechtschreibung Sãtut) ist eine grönländische Siedlung im Distrikt Uummannaq in der Avannaata Kommunia.

## Lage
Saattut liegt an der Nordwestküste einer etwa 2 km² großen gleichnamigen Insel im nördlichen Teil des Uummannap Kangerlua. Nördlich liegen die drei kleinen Insel Saattoqqissut, Affarleq und Uigorliit und nördlich davon die große Insel Appat. Westlich liegen die beiden kleinen Inseln Oqqorliit und Assorliit. Der nächste bewohnte Ort ist der 24 km südwestlich liegende Distrikthauptort Uummannaq.

## Geschichte
Der Name von Saattut bedeutet „die Flachen“ und muss sich so auf eine Inselgruppe beziehen. Wahrscheinlich wurde ursprünglich so nicht nur Saattut selbst, sondern auch die östlich gelegenen Inseln Tuullittalik und Ukalilik benannt. Die Inselgruppe war schon vor der Kolonialzeit bewohnt. In den 1780er Jahren waren die Inseln zeitweise unbewohnt. 1793 war unter anderem Saattoqqissut ein Winterplatz mit 69 Einwohnern, 1797 wurde von Jonas Hammond versuchsweise eine kleine Anlage gegründet. 1805 hatte Saattut als Winterplatz 26 Einwohner. Während des Kriegs von 1807 bis 1814 musste die Anlage aufgegeben werden und schließlich starb auch Jonas Hammond. 1849 lebten 48 Einwohner auf allen Inseln zusammen.
1850 wurde der Ort auf Rat von Hinrich Johannes Rink zum Udsted ernannt, um die guten Fischgründe im Itilliarsuup Kangerlua nutzen zu können. 1891 zogen Leute von Qaarsut aus in den Osten der kleinen Insel und begründeten dort den Wohnplatz Narsaarsuk, der als Teil von Saattut aufgefasst wurde.
1911 wurde Saattut eine eigene Gemeinde im Kolonialdistrikt Uummannaq, der noch der Wohnplatz Tuullittalik angehörte. Die Gemeinde hatte einen Gemeinderat mit vier Mitgliedern und war Teil des 9. Landesratswahlkreises Nordgrönlands.
1915 hatte Saattut 156 Einwohner in 27 Häusern. Weitere fünf Häuser befanden sich in Narsaarsuk. In Saattut befand sich außerdem eine Wohnung für den Udstedsverwalter, die 1905 als 40 m² großes Holzhaus gebaut worden war. Der Laden von 1878 war ein grönländisches Haus. Das Proviantlager von 1899 war ein Holzgebäude. Die Fassbinderei war ein Torfmauerhaus. Außerdem gab es zwei Speckhäusern, von denen das eine ein 1877 errichtetes Torfmauerhaus war und das andere ein Holzhaus mit Dachpappe von 1905. Die Kirche von 1881 war ebenfalls nach grönländischer Art errichtet. 1915 wurde ein kleines Glockenhaus am Ostgiebel angebaut. In der Kirche befanden sich ein Predigtstuhl, ein Harmonium, ein Altar und ein Taufbecken, das 1890 aus Ikerasak hierher versetzt worden war. Die Schule war in einem Grönländerhaus von 1906 und maß 11 m². In Saattut arbeiteten 30 Jäger, vier Fischer, der Udstedsverwalter, ein Katechet und eine Hebamme.
Um 1920 wurde ein neuer Laden mit Lager errichtet. 1927 wurde eine große Schulkapelle gebaut. 1930 hatte Saattut schon 193 Einwohner. 1932 wurden ein Kohlenhaus und ein Warenhaus – vermutlich ein Fischhaus – errichtet. 1940 und 1950 hatte der Ort jeweils 185 Einwohner. Saattut war der nördlichste Ort, an dem Fischerei betrieben wurde, aber 1952 war dies aufgegeben worden. 1958 wurden eine Werkstatt und eine Hebammenwohnung errichtet. 1960 und 1963 wurden zwei Schulen errichtet. Die Schulkapelle wurde anschließend umgebaut und 1966 als Kirche eingeweiht. 1964 wurde der Laden umgebaut. 1965 wurden eine Feuerwehrstation sowie ein Kraftwerk errichtet, um die öffentlichen Einrichtungen mit Strom versorgen zu können. 1968 wurde eine Telestation gebaut. Über 239 Einwohner im Jahr 1960 stieg die Einwohnerzahl bis 1970 auf 273 Personen an.
Ab 1950 war Saattut Teil der Gemeinde Uummannaq. Bei der Verwaltungsreform 2009 wurde der Ort in die Qaasuitsup Kommunia eingegliedert. Seit 2018 gehört Saattut zur Avannaata Kommunia.

## Wirtschaft
Saattut lebt wie die meisten grönländischen Dörfer vom Fischfang. In der von Royal Greenland betriebenen Fischfabrik wird vor allem Heilbutt verarbeitet. Weitere Arbeitsplätze bieten Handel, Jagd, Verwaltung, Tourismus und die Schule.

## Infrastruktur und Versorgung
Der Hafen von Saattut liegt im Norden des Orts und umfasst einen Kai und einen Pontonsteg. Im Süden befindet sich zudem der Heliport Saattut, der den Ort per Luft an die Umgebung anbindet. Mit der näheren Umgebung erfolgt der Transport mit Hundeschlitten und Schneemobilen.
Nukissiorfiit versorgt den Ort über ein Kraftwerk mit Strom und durch eine Meerwasserentsalzungsanlage mit Trinkwasser. Die Wärmeversorgung erfolgt durch private Ölöfen. Müll wird deponiert und verbrannt und Abwasser ins Meer geleitet. TELE Greenland gewährleistet die telekommunikative Versorgung.

## Bebauung
Die Schule von Saattut, Muusap Atuarfia, unterrichtet gut 30 Schüler von der ersten bis zur neunten Klasse und beherbergt zudem eine kleine Bibliothek. In Saattut gibt es zudem eine Pilersuisoq-Filiale, eine Krankenstation, ein Dorfbüro, eine Gemeinschaftswerkstatt, mehrere Kioske, ein Servicegebäude, ein Versammlungsgebäude, ein Spielplatz, ein Kindergarten, aber kein Altenheim.
Mehrere Gebäude hauptsächlich aus der zweiten Hälfte des 19. Jahrhunderts sind erhaltenswürdig, darunter die Schule von 1899 und die Kirche von 1927, die bis 1980 als Schulkapelle genutzt wurde.

## Sport
Der 1953 gegründete Fußballverein Amaroĸ-53 Saattut nahm in den 1960er Jahren und seit 2000 mehrfach an der Grönländischen Fußballmeisterschaft teil.

## Söhne und Töchter
- Peter Street (1902–?), Katechet und Landesrat
- Peter Jensen (1914–1993), Katechet und Landesrat

## Bevölkerungsentwicklung
Saattut ist das zweitgrößte Dorf des Distrikts. Die Einwohnerzahl schwankte in den letzten 40 Jahren zwischen etwa 210 und 300 Personen.